# Hậu Chu Cung Đế
Hậu Chu Cung Đế (chữ Hán: 後周恭帝; 14 tháng 9 năm 953 - 6 tháng 4 năm 973), tên thật Sài Tông Huấn (柴宗训), là vị Hoàng đế cuối cùng của nhà Hậu Chu thời Ngũ Đại Thập Quốc.
Do ông lên ngôi lúc còn nhỏ, mẹ ông phải chấp chính. Tống Thái Tổ Triệu Khuông Dận nhân cơ hội đó, liền mở cuộc binh biến Trần Kiều, lật đổ Chu Cung Đế. Sài Tông Huấn trở thành tù nhân của nhà Tống và mất lúc mới 20 tuổi.

## Tiểu sử
Ông là con trai thứ tư của Hoàng đế Hậu Chu Thế Tông Sài Vinh và Tiểu Phù hoàng hậu, em gái của Tuyên Ý hoàng hậu Phù thị là vợ cả của Sài Vinh.
Năm 959, ông được phong Lương vương (梁王). Tháng 6 âm lịch cùng năm, Thế Tông mất trong một chiến dịch quân sự. Ngày Giáp Ngọ cùng tháng, ông kế nghiệp cha mình. Do khi lên ngôi ông mới 7 tuổi nên Phù Thái hậu phải đứng ra làm nhiếp chính, giao việc binh quyền cho Phạm Chất và Vương Phổ. Ông đặc biệt trọng dụng Triệu Khuông Dẫn.
Tháng giêng năm 960, hai châu Trấn, Định (nay là hai huyện Chính Định và Định thuộc tỉnh Hà Bắc) sai người cấp báo là Bắc Hán hợp quân với Liêu xâm phạm phương Nam. Phạm Chất sai Điện tiền Đô Điểm kiểm Triệu Khuông Dẫn đem Cấm quân lên phương Bắc. Đến Trần Kiều (đông bắc Khai Phong) thì quân lính phát động binh biến, sử gọi là Trần Kiều binh biến, để tôn Triệu Khuông Dận làm Hoàng đế. Khuông Dẫn hồi kinh, Phạm Chất cùng bá quan văn võ bị ép phải bái kiến "Tân Thiên tử". Triệu Khuông Dẫn lập ra nhà Tống và lên làm Hoàng đế, cải niên hiệu thành Kiến Long. Sài Tông Huấn bị phế truất và được Tống Thái Tổ phong làm Trịnh Vương. Nhà Hậu Chu diệt vong. Tổng cộng ông làm vua được khoảng 6 tháng.
Triệu Khuông Dẫn ban bố thánh chỉ ưu đãi mẹ con Cựu hoàng, ban cho miễn tử kim bài và cho con cháu họ Sài đời đời hưởng phú quý. Tuy nhiên, tới năm Kiến Long thứ ba (962) thì Sài Tông Huấn bị buộc phải chuyển tới Phòng Lăng (nay là huyện Phòng, tỉnh Hồ Bắc). Đến tháng 3 năm Khai Bảo thứ sáu (973), ông chết, chỉ vừa 20 tuổi, có thuyết cho rằng ông bị sát hại.
Tống Thái Tổ cho táng tại Thuận Lăng, ở bên cạnh Khánh Lăng của Hậu Chu Thế Tông.